# Лісоруб

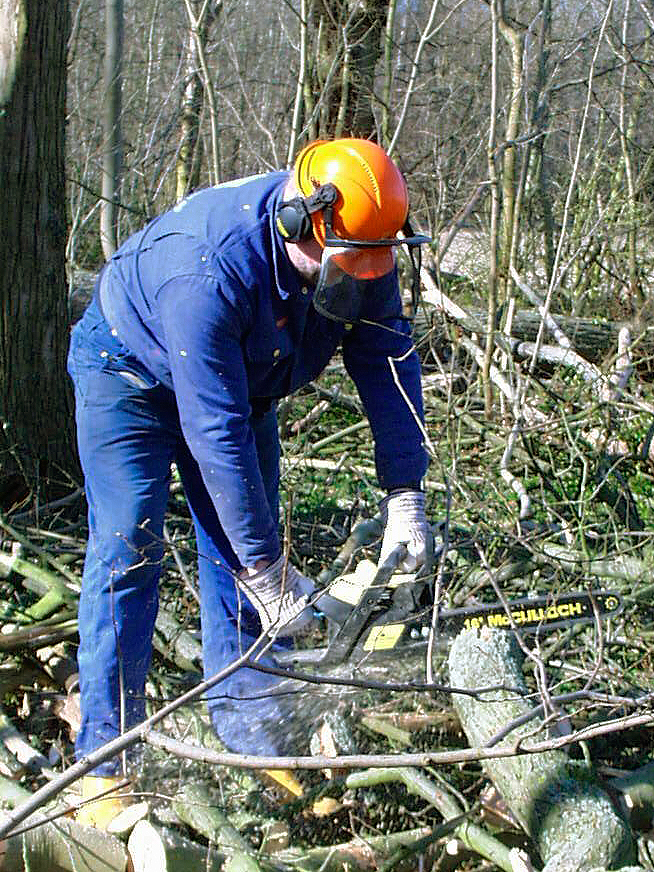
Сучасний лісоруб

Лісору́б, деревору́б, руба́ч — робітник, чиїм завданням є рубка дерев і їх підготовка до транспортування.

## Історія

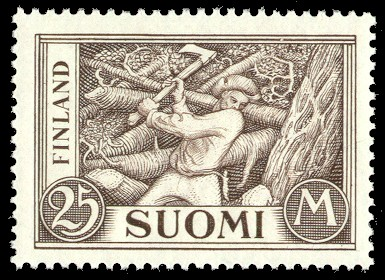
Лісоруб на фінській марці 1930

Історично професія лісоруба виникла у зв'язку зі зростанням потреби в дереві як будматеріалі, коли почали розвиватися гірнича справа і обробка металів. У давнину зростальні громади потребували у все більших кількостях дерева для опалення, будівництва, спорудження укріплень, а також кораблебудування. До початку XX століття лісоруби працювали у тісній співпраці з нині практично зниклими професіями, такими як вуглярі чи плотарі. Знаряддям роботи лісорубів спрадавна була сокира або пилка, однак технічний прогрес істотно змінив їх роботу, яка тепер здійснюється за допомогою бензопилок або складних машин.

## Робота лісоруба
Перед валкою дерева навколо нього забирається чагарник або сніг. Лісоруб валить дерева в просвіти між іншими деревами або в місця, вільні від лісу, так як валити дерево на стіну лісу не можна. Дерева діаметром понад 8 см приземляються у бік природного нахилу стовбура, напрямку вітру або найбільшої маси крони. Після того, як дерево повалене, обрубуються гілки: від окоренка до вершини, при цьому лісоруб стоїть з протилежного від гілки боку стовбура. Напружені сучки обрубуються після того, як видалені всі сусідні. Якщо дерево знаходиться на схилі (вздовж схилу крутістю 20 ° і більше і впоперек схилу крутістю 15 ° і вище), то його закріплюють, перш ніж рубати гілки, а лісоруб стоїть з нагірної сторони. Забороняється рубати гілки, стоячи на поваленому дереві або осідлавши його. Після цього стовбури укладаються в штабеля.
Транспортуються стовбури по підготовлених (з прибраними каменями, засипаними ямками) технологічним коридорам, або волоком, в напівпідвішеному або підвішеному стані тракторами. Іноді для трелювання використовуються коні, підковані і спокійні. Типова інструкція з охорони праці «Рубки догляду за лісом і вибіркові санітарні рубки» наказує не трелювати кіньми на схилі більше 30 °.
Після цього просіка очищаються від сучків і порубкових залишків.